# John Auger
John Auger (?, Engeland – Nassau, Bahama's, 17 december 1718) was een zeerover van Engelse afkomst.
We weten dat John Auger in 1718 gevangen zat op het eiland New Providence van de Bahama's. In juli van dat jaar werd de ex-piraat Woodes Rogers gouverneur op dat eiland. Deze had de opdracht een aantal piraten gratie te verlenen, op voorwaarde dat ze de piraterij zouden afzweren. Behalve John Auger waren hierbij ook de piraten Phineas Bunce, Benjamin Hornigold, William Greenway en Henry White.
Veel van de vrijgelaten piraten vervielen echter al snel weer in hun oude gewoonte. Toen een aantal van hen eropuit werd gestuurd werd om proviand te verzamelen, leidde Bunce op de tweede dag al een muiterij onder hen. Auger sloot zich bij hem aan, en ze dwongen Greenway om met hen mee te doen.
Ze veroverden twee schepen en lieten de rest van de bemanning, waaronder White, achter op het onbewoonde eiland Green Cay. In de weken daarna bezocht Auger het eiland af en toe, waarbij hij de achtergelaten bemanning in elkaar sloeg. Na zeven weken op het eiland te hebben doorgebracht, werden deze mensen uiteindelijk bevrijd.
Op een van de keren dat Auger het eiland Green Cay verliet, werd zijn schip veroverd door de Spaanse kustwacht in de buurt van Long Island. Hierbij wist Auger te ontsnappen.
In december van 1718 wist Hornigold, die door de gouverneur achter hem aan was gestuurd, hem echter te vangen. Hoewel Rogers daar eigenlijk geen bevoegdheid voor had, veroordeelde hij Auger en twee andere piraten op 16 december, waarna ze de volgende dag werden opgehangen.